# مجله تحقیقات روابط عمومی
مجله تحقیقات روابط عمومی (انگلیسی: Journal of Public Relations Research) یک مجله علمی بررسی شده در رابطه با روابط عمومی است که به صورت سه‌ماهه توسط گروه تیلور و فرانسیس برای بخش روابط عمومی انجمن آموزش در روزنامه‌نگاری و ارتباطات جمعی منتشر شده‌است. کارنگ راسل از دانشگاه جورجیا سردبیر اصلی این مجله است. این مجله در سال ۱۹۸۹ تأسیس شد.